# Перрі (округ, Огайо)
Шаблон:StateAbbr_ 39°44′ пн. ш. 82°14′ зх. д. / 39.74° пн. ш. 82.24° зх. д.
Округ  Перрі (англ. Perry County) — округ (графство) у штаті  Огайо, США. Ідентифікатор округу 39127.

## Історія
Округ утворений 1817 року.

## Демографія
За даними перепису 
2000 року 
загальне населення округу становило 34078 осіб, зокрема міського населення було 8908, а сільського — 25170.
Серед мешканців округу чоловіків було 16949, а жінок — 17129. В окрузі було 12500 домогосподарств, 9352 родин, які мешкали в 13655 будинках.
Середній розмір родини становив 3,13.
Віковий розподіл населення поданий у таблиці:
| Стать    | До 15 років | 15-21 | 22-29 | 30-39 | 40-49 | 50-65 | 65-85 | Понад 85 |
| -------- | ----------- | ----- | ----- | ----- | ----- | ----- | ----- | -------- |
| Чоловіки | 4135        | 1752  | 1549  | 2508  | 2690  | 2608  | 1586  | 121      |
| Жінки    | 3819        | 1651  | 1634  | 2535  | 2512  | 2592  | 2073  | 313      |

## Суміжні округи
- Лікінґ — північ
- Маскінґам — північний схід
- Морган — південний схід
- Афіни — південь
- Гокінг — південний захід
- Феєрфілд — захід

## Виноски
1. ↑  U.S. Decennial Census. United States Census Bureau. Архів оригіналу за 26 квітня 2015. Процитовано 10 лютого 2015.
2. ↑  Historical Census Browser. University of Virginia Library. Архів оригіналу за 11 серпня 2012. Процитовано 10 лютого 2015.
3. ↑  Forstall, Richard L., ред. (27 березня 1995). Population of Counties by Decennial Census: 1900 to 1990. United States Census Bureau. Архів оригіналу за 14 лютого 2015. Процитовано 10 лютого 2015.
4. ↑  Census 2000 PHC-T-4. Ranking Tables for Counties: 1990 and 2000 (PDF). United States Census Bureau. 2 квітня 2001. Архів оригіналу (PDF) за 18 грудня 2014. Процитовано 10 лютого 2015.
5. ↑  State & County QuickFacts. United States Census Bureau. Архів оригіналу за 5 липня 2011. Процитовано 10 лютого 2015.(англ.) Наведено за англійською вікіпедією.
6. ↑  American FactFinder. Бюро перепису населення США. Архів оригіналу за 26 лютого 2012. Процитовано 31 січня 2008.

| США | Це незавершена стаття з географії США. Ви можете допомогти проєкту, виправивши або дописавши її. |